# Jiuting
Jiuting (chiń. 九亭站) – stacja początkowa metra w Szanghaju, na linii 9. Zlokalizowana jest pomiędzy stacjami Sijing i Zhongchun Lu. Została otwarta 29 grudnia 2007.